# Soszyca (przystanek kolejowy)
Soszyca – nieczynny przystanek w Soszycy, w powiecie bytowskim, w województwie pomorskim, w Polsce.